# Sistec
Sistec este o companie de IT din România, înființată în anul 1994.
Compania are sediul în București și un centru regional la Cluj.
Sistec este divizia de Soluții IT din cadrul companiei RTC Holding.
În anul 2006, Sistec a fuzionat cu furnizorul de soluții software SBsol, formând divizia de Soluții IT din cadrul RTC Holding.
În anul 2007, divizia de distribuție a companiei a fost transferată companiei ProCA, o companie deținută de asemenea de RTC Holding.
Printre domeniile de activitate ale firmei se numără: businessul SAP, soluția software proprie Cogito, rețeaua de service, cablare de rețea și outsourcing IT.
Competitorii Sistec pe piața românească a integratorilor de sisteme sunt Romsys, Forte și Net Consulting.
Număr de angajați:
- 2011: 190[3]
- 2009: 224[3]

Cifra de afaceri:
- 2009: 6,1 milioane euro[3]
- 2008: 9 milioane euro[4]. Din această sumă, 30% reprezintă vânzările de produse, iar 70% serviciile[4].
- 2007: 8 milioane euro[2]
- 2006: 11,2 milioane euro[2]